# 北黑铁路
北黑铁路是位于黑龙江省北部黑河市境内的一条铁路，始建于1933年，线路全长303公里，全线共设有车站17座。2020年9月21日，北黑铁路龙镇至黑河段升级改造工程开工，总投资89.60亿元，按照时速160公里客货共线电气化铁路、国铁I级线路标准，改建后线路全长203.8公里，新改建车站14座、新建桥梁20座、隧道4座。建成后预计列车时速将提升至160公里每小时，可实现年货运能力1000万吨、客运能力300万人次。

## 历史
九一八事变后由大日本帝國扶植的傀儡政权满洲国于1932年3月1日建立，日本在黑龙江省北部开始着手建设北黑铁路。规划北安至黑河的北黑铁路全长302.9公里，线路起点为当时海克铁路（海伦-克山）的北安站。向北跨越讷谟尔河，经过龙镇，穿越小兴安岭山区，由辰清到逊河南岸的孙吴，再延伸至黑河（瑷珲）与黑河码头支线相接以抵达黑龙江南岸为止。1933年8月，北黑铁路建设正式开工，首段仅建设自北安至辰清段，线路全长136.8公里，工程于1934年11月完工投入运营。
1934年5月开始，北黑铁路在原有基础上由辰清继续向黑河方向展筑，1935年2月展筑工程完工，北黑铁路实现全线贯通试运营。1935年12月1日，北黑铁路全线正式投入运营。全线当时共设有车站20座，桥梁29座，隧道1座。
1945年8月，进入中国境内作战的苏联红军对北黑铁路实行军事管制，并在同年冬季黑龙江江面结冰期间，在冰面上修筑了临时铁路，将北黑铁路与黑龙江对岸的苏联铁路连接，运送“战利品”。
1946年4月，苏联红军撤离中国前，再次在冰封的黑龙江冰上修筑临时铁路，并将北黑铁路全线拆除，将路轨、机车、车辆、钢制桥梁及车站和铁路沿线能拆卸、启运的一切设备全部运到苏联。
1949年春季，北黑铁路进行了简易修复，可勉强通车，在将黑河以东牡丹江木材厂的原木加工成枕木运出后，当年秋季又将铁路拆除。
1963年5月，北黑铁路全线重建工程正式开工。同年9月，北安至龙镇间63.5公里线路铺轨通车，10月开始由龙镇向聚盛方向展筑，展筑线路长度7.8公里。次年8月，北安至龙镇间开始办理临时运营业务。
1965年11月，北安至聚盛间全长71.3公里的线路实现全线通车，1966年1月正式投入运营。但是不久之后因中苏交恶等原因，龙镇至聚盛间7.8公里的路轨再次被拆除。
随着中国与苏联关系不断紧张恶化，北黑铁路龙镇以北直至黑河段的复建工程被长期搁置。
1986年7月15日，北黑铁路龙镇至黑河段复建工程正式开工。1989年9月19日全线竣工，同年12月14日开始投入运营。
2020年3月4日，北黑铁路（龙镇至黑河段）升级改造项目正式立项，9月21日，项目正式开工建设。10月12日，新建黑河站房主体结构全面封顶。
2022年11月7日，北黑铁路（龙镇至黑河段）升级改造建设工程完成既有线改造后首趟货运列车通行。

## 事故
2014年6月25日，行至北黑铁路辰清站至清溪站区间的40291次货运列车发生脱轨事故。
2023年10月15日3時50分許，哈爾濱開往黑河的K5133次旅客列車運行到北黑線211公里+613米處（孫吳至黑河間）時發生脫軌，無人員傷亡，造成直接经济损失约72万元，中铁二十三局集团董事长和总经理、黑河铁路集团总经理和黑河市有关部门负责人等数十人分别受到不同程度的处分。
2024年11月1日21时34分许，黑河开往哈尔滨的K7034次旅客列车运行至永青站附近时，发生机后部分车辆脱线事故，无人员伤亡，造成直接经济损失约116万元，事故后黑河铁路集团和通号工程局集团等多个负责人被给予处分并免职。